# نورهایم
نورهایم (به آلمانی: Norheim) یک شهر در آلمان است که در باد کرویتسناخ واقع شده‌است.